# Jan VII Porcelets de Maillane

Wapenschild van Jan Porcelets de Maillane

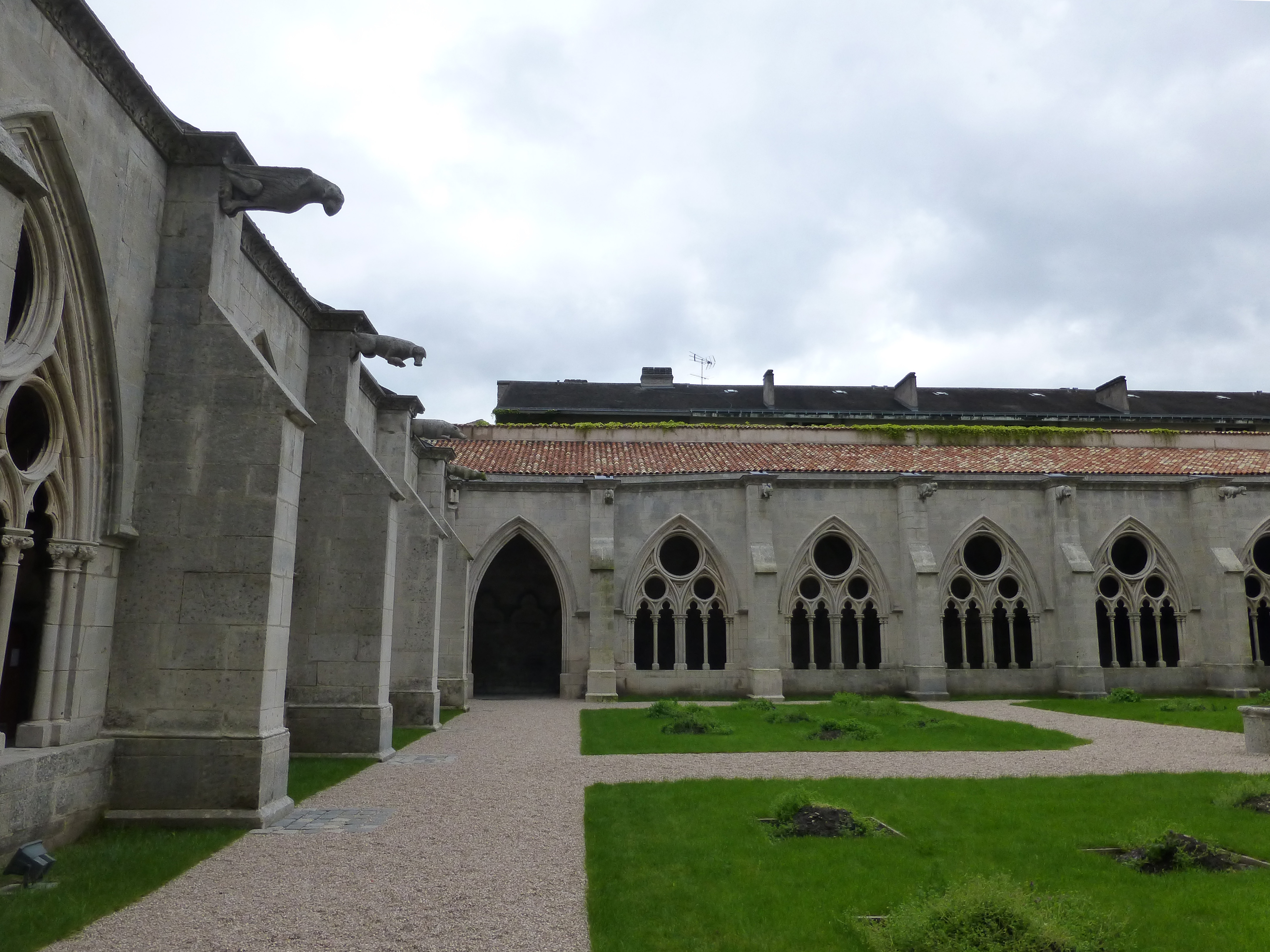
Kloostergang naast de kathedraal van Toul

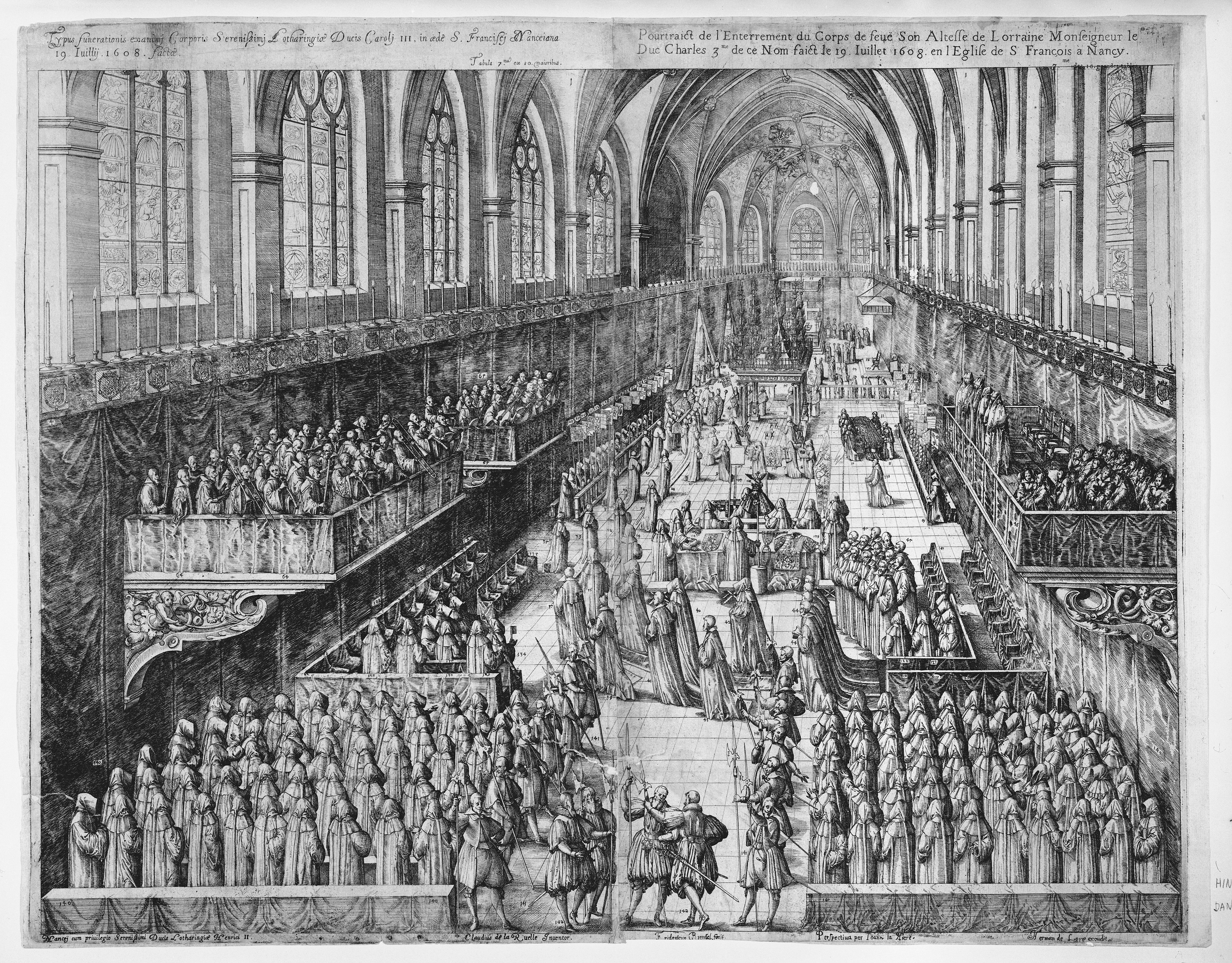
Porcelets leidde de begrafenis van Karel III van Lotharingen in Nancy; Porcelets was tevoren zijn ambassadeur bij de paus

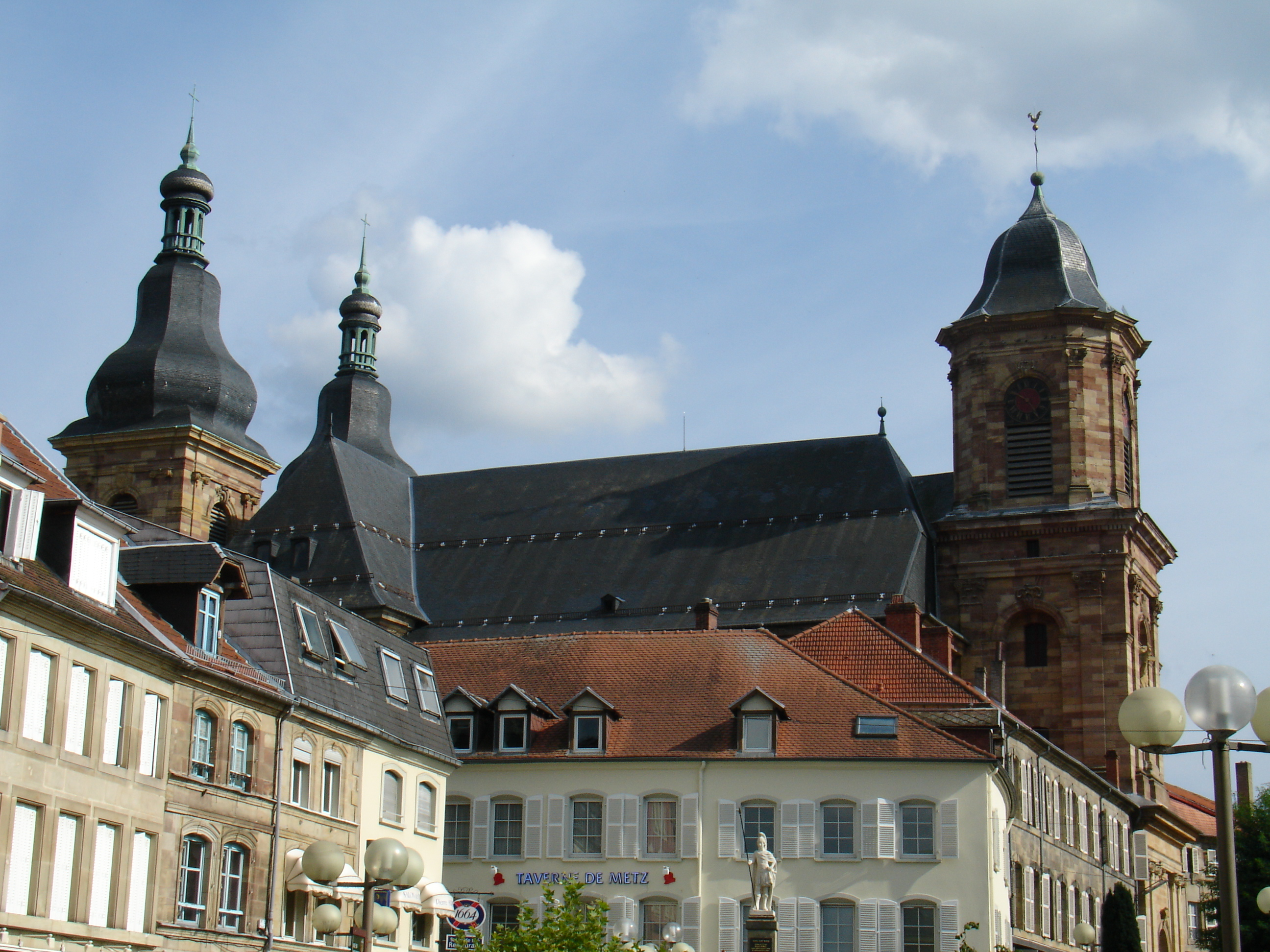
Porcelets was titulair abt van Saint-Avold

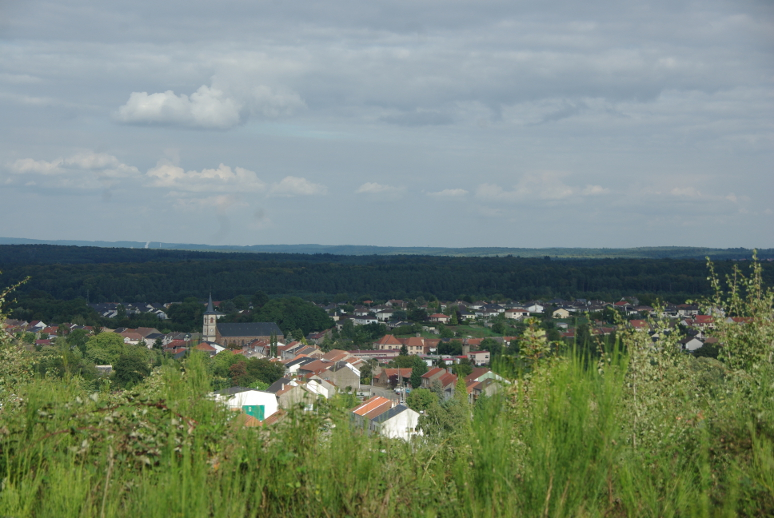
Het Franse dorp Porcelette, nabij Saint-Avold, is naar hem vernoemd.

Jan VII Porcelets de Maillane (Valhey, 18 augustus 1582 – Nancy, 14 september 1624) was prins-bisschop van Toul van 1607 tot zijn dood in 1624. Hij moest de invloed van de Franse koningen Hendrik IV en Lodewijk XIII aanvaarden in de Trois-Evêchés van het Rooms-Duitse Rijk. Het vorstendom Toul was een van de 3 Trois-Evêchés.

## Levensloop

### Jonge jaren
De ouders van Porcelets waren Jean des Porcelets de Maillane en Esther van Apremont. Vader Porcelets bekleedde meerdere ambten in de Trois-Evêchés. Porcelets was bestemd voor een kerkelijke carrière en groeide op bij Judith van Apremont, een tante aan moederszijde. Zij was kanunnikes in Poussay. Porcelets studeerde klassieke humaniora in Pont-à-Mousson. Hij studeerde filosofie aan de universiteit van Ingolstadt en theologie in Rome. Hij werd theoloog en kerkjurist aan de universiteit van Pont-à-Mousson (1604). Deze universiteit was in handen van Jezuïeten. Zijn verdere leven zou Porcelets zich beroepen op hulp van Jezuïeten.

### Rome
Eénmaal gediplomeerd reisde hij terug naar Rome. Hij werd geheim kamerheer met kap en degen aan het pauselijke hof. Zo was hij in dienst van de pausen Clemens VIII, Leo XI en Paulus V (1604-1607). In deze periode stuurde Paulus V hem naar Londen voor een diplomatieke missie (1606). Porcelets moest de belangen van de katholieken verdedigen, na de ontdekking van het buskruitverraad. Deze missie draaide op niets uit. Porcelets bleef een man van aanzien aan het pauselijke hof, want hertog Karel III van Lotharingen vertrouwde hem de ambassade van Lotharingen toe. Tijdens zijn verblijf in Rome werd hij titulair abt van 2 abdijen: Saint-Mansuy in Toul en Saint-Avold in Lotharingen.

### Prins-bisschop van Toul
In 1607 verkoos het kapittel van Toul hem tot bisschop van Toul, na ettelijke intriges door edelen uit Lotharingen om hun eigen kandidaat op de bisschopstroon te krijgen. Porcelets was hun laatste keuze. Paulus V keurde de benoeming van Porcelets goed. Voor de wereldlijke investituur tot prins-bisschop keurde Hendrik IV van Frankrijk, een familielid van Porcelets, de benoeming goed. Een formele goedkeuring van de Rooms-Duitse keizer was niet meer nodig, volgens de Franse koning. Formeel lag het vorstendom Toul in het Rooms-Duitse Rijk. Tijdens de perikelen van de bisschopskeuze hadden de troepen van de Franse gouverneur de bezittingen van de overleden prins-bisschop geconfisqueerd. Dit choqueerde het kapittel van Toul, want zij hadden van oudsher een zeg op de wereldlijke goederen van de bisschop. Intussen had kardinaal en JezuïetBellarminus Porcelets tot bisschop van Toul gewijd in Rome (1607). Porcelets was 26 jaar.
Later reisde Porcelets naar zijn prinsbisdom Toul (1609). Het bisdom Toul kende een zwaar tekort aan clerus. Slechts 1 op 4 parochies had een pastoor. Dit kwam door de godsdienstoorlogen in Frankrijk en door de pest. Porcelets moest wel de hulp inroepen van kloosterordes, zoals de Jezuïeten, de Kapucijnen en de Franciscanen. Het bestuur van Porcelets was gekenmerkt, in deze periode van Contrareformatie, door een toenemende invloed van kloosterordes. Zelf had Porcelets een onaangename ervaring bij een van de bezoeken in zijn bisdom. In Neufchâteau werd hij omsingeld door dorpelingen toen dezen meenden dat Porcelets de relikwieën van Saint-Elophe wou stelen.
In 1608 stierf hertog Karel III van Lotharingen. Bisschop Porcelets leidde de plechtige begrafenisstoet in Nancy.
Het kapittel van Toul morde over het verlies van financiële macht. Porcelets hervormde daarom het bestuur van het bisdom. Hij koos voor een raad met een vicaris-generaal en 7 kanunniken uit het kapittel, die financiële zeggenschap hadden over het bisdom. Koning Lodewijk XIII wijzigde de werking van deze raad zodanig dat elke beïnvloeding door het Rooms-Duitse rijk afgeschaft werd (1611). Zo mochten de kanunniken nooit meer in beroep gaan bij het Rijkskamergerecht van het Rooms-Duitse rijk, gelegen in de rijksstad Spiers. Hiermee had de Franse koning het laatste woord in Toul, en niet meer de Rooms-Duitse keizer.
Bisschop Porcelets stichtte het dorp Porcelette, naar hem genoemd. Dit dorp scheurde hij af van het grondgebied van de abdij van Saint-Avold. Vandaag heeft het dorp een wapenschild met een everzwijn, wat verwijst naar het wapenschild van de bisschop.
Hij stichtte in Nancy een Jezuïetencollege. Hij steunde dichters, musici en kunstschilders. In 1623 verleende paus Gregorius XI de macht aan Porcelets om alle kloosterordes in Lotharingen en Bar te hervormen.
Hij overleed in 1624, in de bisschoppelijke residentie in Nancy. Hij werd begraven in het Jezuïetencollege van Nancy dat hij gesticht had. De kerk hiervan bestaat vandaag niet meer.